# Peter Barton (Schauspieler)
Peter Thomas Barton (* 19. Juli 1956 auf Long Island, New York) ist ein 
US-amerikanischer Filmschauspieler.

## Laufbahn
Ursprünglich wollte Peter Barton Medizin studieren, entschied sich letztendlich jedoch für eine Laufbahn als Schauspieler. Obwohl er keine formale Schauspielausbildung absolvierte, konnte Barton 1979 eine der Hauptrollen in der 13-teiligen Fernsehserie Shirley bekommen. Das produzierende Studio NBC nahm ihn im Anschluss weiter unter Vertrag, stellte ihm einen geeigneten Acting-Coach zur Verfügung und besetzte ihn 1982 für die Hauptrolle in der Serie Der Junge vom anderen Stern. Für die Besetzung dieser Hauptrolle konnte Barton sich damals unter anderem gegen den jungen Tom Cruise durchsetzen. 1981 spielte er zudem seine erste Filmrolle, als ihm seine Schauspielkollegin, Linda Blair, eine Rolle in dem Horrorfilm Paranoia vermittelte.
Zu dieser Zeit hatte der junge Darsteller bereits einen gewissen Bekanntheitsgrad erlangt und es hatte sich eine größere Fangemeinde gebildet. Neben seiner Arbeit als Schauspieler war Barton in der ersten Hälfte der achtziger Jahre auch wiederholt auf den Covern verschiedener Magazine zu sehen. Nach Der Junge vom anderen Stern hatte Barton Gastauftritte in anderen Fernsehserien wie Love Boat und Ein Colt für alle Fälle. Gegen Mitte der achtziger Jahre ebbte der kurzfristige Hype um den Jungdarsteller merklich ab und Barton zog zeitweise in Betracht, der Schauspielerei den Rücken zu kehren. 1984 kehrte er noch einmal zum Horrorgenre zurück, als er die Rolle des „Doug“ in dem Slasher-Film Freitag der 13. – Das letzte Kapitel übernahm.
Im weiteren Verlauf seines Berufslebens spielte Barton unter anderem längerfristige Rollen in den Seifenopern Schatten der Leidenschaft als „Dr. Scott Grainger“ ab 1988 und Sunset Beach als „Eddie Connors“ ab 1997. 2005 hatte er in der Komödie Repetition seinen letzten Filmauftritt.

## Filmografie
- 1979–1980: Shirley (Fernsehen, 13 Episoden)
- 1980: Stir
- 1981: Paranoia
- 1982: The First Time (Fernsehen)
- 1982: Leadfoot (Fernsehen)
- 1982–1983: Der Junge vom anderen Stern (Fernsehen, 22 Episoden)
- 1984: Freitag der 13. – Das letzte Kapitel (Friday the 13th: The Final Chapter)
- 1984: Love Boat (Fernsehen, 2 Episoden)
- 1985: Ein Colt für alle Fälle (Fernsehen, 1 Episode)
- 1987: Full House (Fernsehen, 1 Episode)
- 1987: Vanity Fair (Fernsehen, 1 Episode)
- 1988–2005: Schatten der Leidenschaft (Fernsehen, 184 Episoden)
- 1993: Reich und Schön (Fernsehen, 1 Episode)
- 1994–1995: Burkes Gesetz (Fernsehen, 27 Episoden)
- 1995: University Hospital (Fernsehen, 1 Episode)
- 1996: Pacific Blue – Die Strandpolizei (Fernsehen, 1 Episode)
- 1997–1998: Sunset Beach (Fernsehen, 167 Episoden)
- 1998: Love Boat: The Next Wave (Fernsehen, 1 Episode)
- 1999: Baywatch – Die Rettungsschwimmer von Malibu (Fernsehen, 1 Episode)
- 2000: A Man Is Mostly Water
- 2005: Repetition